# 小倉2歳ステークス
小倉2歳ステークス（こくらにさいステークス）は、かつて日本中央競馬会（JRA）が小倉競馬場で施行していた中央競馬の重賞競走（GIII）である。

## 概要
1981年に創設された、3歳（現2歳）馬による重賞競走。1984年より、グレード制施行によりGIIIに格付けされた。小倉競馬の2歳チャンピオン決定戦に位置付けられていたほか、夏季小倉開催の最終週を飾る競走でもあった。
1995年から外国産馬が、1996年から地方競馬所属馬がそれぞれ出走可能になったほか、2010年より外国馬も出走可能になった。

### 競走条件
出走条件：サラ系2歳
- JRA所属馬
- 地方競馬所属馬（フェニックス賞の2着以内馬のみ）[6]
- 外国調教馬（優先出走）

負担重量：馬齢重量（55Kg）

### 賞金
2024年の1着賞金は3100万円で、以下2着1200万円、3着780万円、4着470万円、5着310万円。

## 歴史
- 1981年 - 3歳馬による重賞競走として創設、小倉競馬場・芝1200mで施行[3]。
- 1984年 - グレード制施行によりGIII[注 1]に格付け。
- 1995年 - 混合競走に指定、外国産馬が出走可能になる[4]。
- 1996年 - 特別指定交流競走に指定され、フェニックス賞の2着以内に入った地方馬が出走可能となる[3]。
- 2001年
  - 馬齢表示の国際基準への変更に伴い、出走資格を「2歳」に変更。
  - 名称を「小倉2歳ステークス」に変更。
  - 負担重量を54kgに変更。
- 2007年
  - 日本のパートI国昇格に伴い、格付表記をJpnIIIに変更[7]。
  - 馬インフルエンザの影響によりJRA所属馬のみで施行。
- 2010年
  - 国際競走に指定され、外国調教馬が9頭まで出走可能となる[5]。
  - 格付表記をGIII（国際格付）に変更[5]。
  - サマージョッキーズシリーズの対象競走に指定(2013年まで)[5]。
- 2012年 - 中京2歳ステークスの2着以内に入った地方馬が出走可能となる(2019年まで)[8]。
- 2013年 - 未勝利馬・未出走馬が出走可能になる[8][9]。
- 2020年 - 新型コロナウイルスの感染拡大防止のため、「無観客競馬」として実施[10]。
- 2024年 
  - 阪神競馬場のスタンドリフレッシュ工事に伴う開催日割の変更のため中京競馬場で施行[11]。
  - この年をもって本競走の開催が事実上廃止となり、2025年より競走名を中京2歳ステークスに、施行距離を芝1400mにそれぞれ変更されると共に回次も新たな重賞として第1回として実施予定。

### 歴代優勝馬
優勝馬の馬齢は、2000年以前も現行表記に揃えている。
コース種別を記載していない距離は、芝コースを表す。
競走名は第1回から第20回まで「小倉3歳ステークス」、第21回以降は「小倉2歳ステークス」。
| 回数   | 施行日        | 競馬場 | 距離  | 優勝馬             | 性齢 | タイム | 優勝騎手   | 管理調教師 | 馬主                                 |
| ------ | ------------- | ------ | ----- | ------------------ | ---- | ------ | ---------- | ---------- | ------------------------------------ |
| 第1回  | 1981年8月30日 | 小倉   | 1200m | ホクトマツシマ     | 牝2  | 1:11.1 | 久保一秋   | 吉永猛     | 丹羽信雄                             |
| 第2回  | 1982年9月5日  | 京都   | 1200m | ダイゼンキング     | 牡2  | 1:09.9 | 田原成貴   | 中村好夫   | 大塚弘美                             |
| 第3回  | 1983年9月4日  | 小倉   | 1200m | トーアファルコン   | 牡2  | 1:10.8 | 田島信行   | 服部正利   | 伊藤昭                               |
| 第4回  | 1984年9月2日  | 小倉   | 1200m | ダイナシュペール   | 牝2  | 1:11.4 | 岩元市三   | 布施正     | （有）社台レースホース               |
| 第5回  | 1985年9月1日  | 小倉   | 1200m | キョウワシンザン   | 牝2  | 1:11.8 | 樋口弘     | 吉岡八郎   | 浅川吉男                             |
| 第6回  | 1986年8月31日 | 小倉   | 1200m | サンキンハヤテ     | 牡2  | 1:10.6 | 東田幸男   | 橋口弘次郎 | 河原藤一                             |
| 第7回  | 1987年9月6日  | 小倉   | 1200m | ポットナポレオン   | 牡2  | 1:11.1 | 松永昌博   | 橋田満     | （有）ポット牧場                     |
| 第8回  | 1988年9月4日  | 小倉   | 1200m | ダンデイアポロ     | 牡2  | 1:12.0 | 安田隆行   | 田中康三   | 西谷昇                               |
| 第9回  | 1989年9月3日  | 小倉   | 1200m | ハギノハイタッチ   | 牡2  | 1:11.2 | 安田隆行   | 松元省一   | 日隈広吉                             |
| 第10回 | 1990年9月2日  | 小倉   | 1200m | テイエムリズム     | 牝2  | 1:10.3 | 河内洋     | 岩元市三   | 竹園正繼                             |
| 第11回 | 1991年9月1日  | 小倉   | 1200m | ジンクタモンオー   | 牡2  | 1:10.4 | 村本善之   | 新井仁     | 林儀信                               |
| 第12回 | 1992年9月6日  | 小倉   | 1200m | マルカアイリス     | 牝2  | 1:10.5 | 加用正     | 瀬戸口勉   | 河長産業（株）                       |
| 第13回 | 1993年9月5日  | 小倉   | 1200m | ナガラフラッシュ   | 牝2  | 1:10.3 | 安田隆行   | 瀬戸口勉   | 鶴田澄子                             |
| 第14回 | 1994年9月4日  | 小倉   | 1200m | エイシンサンサン   | 牝2  | 1:11.1 | 岸滋彦     | 坂口正則   | 平井豊光                             |
| 第15回 | 1995年9月3日  | 小倉   | 1200m | エイシンイットオー | 牡2  | 1:11.5 | 南井克巳   | 坂口正則   | 平井豊光                             |
| 第16回 | 1996年9月1日  | 小倉   | 1200m | ゴッドスピード     | 牡2  | 1:11.3 | 石橋守     | 瀬戸口勉   | 近藤俊典                             |
| 第17回 | 1997年8月31日 | 小倉   | 1200m | タケイチケントウ   | 牡2  | 1:09.6 | 常石勝義   | 中尾正     | 竹中健一                             |
| 第18回 | 1998年9月6日  | 京都   | 1200m | コウエイロマン     | 牝2  | 1:10.4 | 高橋亮     | 橋口弘次郎 | 伊東政清                             |
| 第19回 | 1999年9月5日  | 小倉   | 1200m | アルーリングアクト | 牝2  | 1:11.0 | 秋山真一郎 | 野村彰彦   | （株）日本ダイナースクラブ           |
| 第20回 | 2000年9月3日  | 小倉   | 1200m | リキセレナード     | 牝2  | 1:11.1 | 福永祐一   | 瀬戸口勉   | 後藤繁樹                             |
| 第21回 | 2001年9月2日  | 小倉   | 1200m | タムロチェリー     | 牝2  | 1:10.6 | 小池隆生   | 西園正都   | 谷口屯                               |
| 第22回 | 2002年9月1日  | 小倉   | 1200m | メイプルロード     | 牝2  | 1:09.8 | 芹沢純一   | 田所秀孝   | （有）ターフ・スポート               |
| 第23回 | 2003年9月7日  | 小倉   | 1200m | メイショウボーラー | 牡2  | 1:09.3 | 福永祐一   | 白井寿昭   | 松本好雄                             |
| 第24回 | 2004年9月5日  | 小倉   | 1200m | コスモヴァレンチ   | 牝2  | 1:08.2 | 武幸四郎   | 加用正     | 岡田美佐子                           |
| 第25回 | 2005年9月4日  | 小倉   | 1200m | アルーリングボイス | 牝2  | 1:09.1 | 武豊       | 野村彰彦   | （有）サンデーレーシング             |
| 第26回 | 2006年9月3日  | 小倉   | 1200m | アストンマーチャン | 牝2  | 1:08.4 | 鮫島良太   | 石坂正     | 戸佐眞弓                             |
| 第27回 | 2007年9月2日  | 小倉   | 1200m | マルブツイースター | 牡2  | 1:09.3 | 和田竜二   | 中尾正     | 大澤毅                               |
| 第28回 | 2008年9月7日  | 小倉   | 1200m | デグラーティア     | 牝2  | 1:09.1 | 浜中俊     | 宮本博     | （有）サンデーレーシング             |
| 第29回 | 2009年9月6日  | 小倉   | 1200m | ジュエルオブナイル | 牝2  | 1:09.0 | 鮫島良太   | 荒川義之   | （株）グリーンファーム               |
| 第30回 | 2010年9月5日  | 小倉   | 1200m | ブラウンワイルド   | 牡2  | 1:08.7 | 浜中俊     | 坂口正則   | キャピタルクラブ                     |
| 第31回 | 2011年9月4日  | 小倉   | 1200m | エピセアローム     | 牝2  | 1:08.8 | 浜中俊     | 石坂正     | 吉田勝己                             |
| 第32回 | 2012年9月2日  | 小倉   | 1200m | マイネルエテルネル | 牡2  | 1:07.9 | 和田竜二   | 西園正都   | （株）サラブレッドクラブ・ラフィアン |
| 第33回 | 2013年9月1日  | 小倉   | 1200m | ホウライアキコ     | 牝2  | 1:08.8 | 和田竜二   | 南井克巳   | 橋元幸平                             |
| 第34回 | 2014年9月7日  | 小倉   | 1200m | オーミアリス       | 牝2  | 1:08.4 | 国分優作   | 藤沢則雄   | 岩崎僖澄                             |
| 第35回 | 2015年9月6日  | 小倉   | 1200m | シュウジ           | 牡2  | 1:08.9 | 岩田康誠   | 橋口弘次郎 | 安原浩司                             |
| 第36回 | 2016年9月4日  | 小倉   | 1200m | レーヌミノル       | 牝2  | 1:08.0 | 浜中俊     | 本田優     | 吉岡實                               |
| 第37回 | 2017年9月3日  | 小倉   | 1200m | アサクサゲンキ     | 牡2  | 1:09.1 | 武豊       | 音無秀孝   | 田原慶子                             |
| 第38回 | 2018年9月2日  | 小倉   | 1200m | ファンタジスト     | 牡2  | 1:08.9 | 武豊       | 梅田智之   | 廣崎利洋                             |
| 第39回 | 2019年9月1日  | 小倉   | 1200m | マイネルグリット   | 牡2  | 1:10.5 | 国分優作   | 吉田直弘   | （株）サラブレッドクラブ・ラフィアン |
| 第40回 | 2020年9月6日  | 小倉   | 1200m | メイケイエール     | 牝2  | 1:09.6 | 武豊       | 武英智     | 名古屋競馬（株）                     |
| 第41回 | 2021年9月5日  | 小倉   | 1200m | ナムラクレア       | 牝2  | 1:07.9 | 浜中俊     | 長谷川浩大 | 奈村睦弘                             |
| 第42回 | 2022年9月4日  | 小倉   | 1200m | ロンドンプラン     | 牡2  | 1:08.1 | 松山弘平   | 宮本博     | 下河辺隆行                           |
| 第43回 | 2023年9月3日  | 小倉   | 1200m | アスクワンタイム   | 牡2  | 1:08.6 | 岩田望来   | 梅田智之   | 廣崎利洋                             |
| 第44回 | 2024年9月1日  | 中京   | 1200m | エイシンワンド     | 牡2  | 1:09.0 | 幸英明     | 大久保龍志 | (株)栄進堂                           |

## 1980年までの「小倉3歳特別」、「小倉3歳ステークス」
現在の重賞競走が創設される以前にも、同名の特別競走が行われていた。
- 1961年 - 3歳（現2歳）馬による3歳重量（牡馬53kg・牝馬52kg）の一般競走として小倉3歳特別が創設され、小倉競馬場・芝1100mで施行。
- 1964年 - 施行距離を芝1200mに変更。
- 1965年 - 名称を小倉3歳ステークスに変更。
- 1969年 - 施行距離を芝1600mに変更。
- 1970年 - 施行距離を芝1200mに戻す。
- 1980年 - 本年のみデイリースポーツより寄贈賞を受けてデイリースポーツ賞小倉3歳ステークスとして施行。

### 1980年までの優勝馬
| 施行日         | 競馬場 | 距離  | 条件     | 優勝馬             | 性齢 | タイム | 優勝騎手   | 管理調教師 | 馬主       |
| -------------- | ------ | ----- | -------- | ------------------ | ---- | ------ | ---------- | ---------- | ---------- |
| 1961年7月30日  | 小倉   | 1100m | オープン | ミヤジテンリュウ   | 牝2  | 1:07.2 | 平松秀雄   | 夏村辰男   | 曽我薫     |
| 1962年9月1日   | 小倉   | 1100m | オープン | クニノオー         | 牡2  | 1:07.4 | 二ツ森馨   |            | 釜崎国光   |
| 1963年9月7日   | 小倉   | 1100m | オープン | ミンドクイン       | 牝2  | 1:06.6 | 高橋成忠   | 柳田次男   | 網屋畩太郎 |
| 1964年7月25日  | 小倉   | 1200m | オープン | ベロナ             | 牝2  | 1:12.5 | 須貝彦三   | 橋田俊三   | 野上辰之助 |
| 1965年8月22日  | 小倉   | 1200m | オープン | カリムスタア       | 牝2  | 1:13.6 | 池江泰郎   |            | 北浦梅之助 |
| 1966年11月23日 | 小倉   | 1200m | オープン | アトラス           | 牡2  | 1:12.9 | 武邦彦     | 武平三     | 松岡重雄   |
| 1967年10月15日 | 小倉   | 1200m | オープン | タイトルモアー     | 牡2  | 1:12.3 | 瀬戸口勉   | 上田武司   | 大木末松   |
| 1968年9月8日   | 小倉   | 1200m | オープン | キョウホウ         | 牡2  | 1:13.3 | 瀬戸口勉   | 上田武司   | 山田甚吉   |
| 1969年12月28日 | 小倉   | 1600m | オープン | ズイエイショウ     | 牡2  | 1:39.6 | 瀬戸口勉   | 上田武司   | 山田甚吉   |
| 1970年8月23日  | 小倉   | 1200m | オープン | ワイエムホマレ     | 牡2  | 1:12.7 | 中野勝也   | 田之上勲   | 松本美太郎 |
| 1971年9月5日   | 小倉   | 1200m | オープン | テツミノリ         | 牡2  | 1:12.4 | 田之上幸男 | 田之上勲   | 神田薫     |
| 1972年9月15日  | 小倉   | 1200m | オープン | クリオンワード     | 牡2  | 1:13.0 | 安田伊佐夫 | 栗田勝     | 樫山純三   |
| 1973年9月2日   | 小倉   | 1200m | オープン | マークエイト       | 牡2  | 1:12.7 | 井高淳一   | 曽場広作   | 石橋平和   |
| 1974年9月1日   | 小倉   | 1200m | オープン | リンネス           | 牝2  | 1:12.4 | 作田誠二   | 見上恒芳   | 樋口一成   |
| 1975年9月7日   | 小倉   | 1200m | オープン | ジョータカバル     | 牝2  | 1:11.2 | 二ツ森馨   | 渋川久作   | 上田けい子 |
| 1976年9月5日   | 小倉   | 1200m | オープン | ヤングエンペラー   | 牝2  | 1:11.0 | 四位満教   | 柳田次男   | 梶原重雄   |
| 1977年9月4日   | 小倉   | 1200m | オープン | スズカフラワー     | 牝2  | 1:11.6 | 古川隆文   | 諏訪佐市   | 永井永一   |
| 1978年9月3日   | 小倉   | 1200m | オープン | スカイユウホウ     | 牡2  | 1:10.9 | 飯田明弘   | 中村好夫   | 田中正志   |
| 1979年9月2日   | 小倉   | 1200m | オープン | タマモコトブキ     | 牡2  | 1:11.2 | 久保一秋   | 吉永猛     | 三野道夫   |
| 1980年8月31日  | 小倉   | 1200m | オープン | ネーハイフォルティ | 牝2  | 1:15.7 | 岩元市三   | 布施正     | 内海都一   |